# آنا غونسالفيس
آنا غونسالفيس (بالبرتغالية: Ana Gonçalves) مواليد 3 يناير 1993 في بنغيلا، أنغولا، هي لاعبة كرة سلة أنغولية. وتحمل الرقم 14. مثلت منتخب بلادها. شاركت في دورة الألعاب الأولمبية الصيفية سنة 2012.

## سجل المنافسة
شاركت في المنافسات التالية:
- الألعاب الأولمبية الصيفية 2012
- كأس العالم لكرة السلة للسيدات 2014

## وصلات خارجية
- آنا غونسالفيس على موقع الاتحاد الدولي لكرة السلة (الإنجليزية)
- آنا غونسالفيس على موقع كرة السلة الأوروبية.كوم (الإنجليزية)
- آنا غونسالفيس على موقع بروبوليرز (الإنجليزية)
- آنا غونسالفيس على موقع سبورتس رفرنس (الإنجليزية)
- آنا غونسالفيس على موقع اللجنة الأولمبية الدولية (الإنجليزية)
- آنا غونسالفيس على موقع أوليمبيديا (الإنجليزية)